# Astragalus andreji-sytinii
Astragalus andreji-sytinii là một loài thực vật có hoa trong họ Đậu. Loài này được (Grossh.) Podl. miêu tả khoa học đầu tiên năm 1999.